# Girimukti (Cimarga)
Girimukti is een bestuurslaag in het regentschap Lebak van de provincie Banten, Indonesië. Girimukti telt 3341 inwoners (volkstelling 2010).